# Aromunen
Die Aromunen oder Mazedorumänen bilden ein Volk, dessen Angehörige vor allem im Norden Griechenlands, in Albanien, Nordmazedonien und im Süden Bulgariens sowie in der rumänischen Dobrudscha leben, dort in Diaspora, nach der Auswanderung zwischen den beiden Weltkriegen. Sie sprechen Aromunisch, das von einem Teil der Sprachwissenschaftler als eigenständige, mit Dakorumänisch engstens verwandte Sprache kategorisiert wird, während es ein anderer Teil der Sprachwissenschaftler als Dialekt des Rumänischen betrachtet. Die Kenntnis dieser Sprache bildet den Hauptpfeiler für die Präferenz, sich zur Ethnie der Aromunen zu bekennen.
Die Aromunen gehören zumeist der orthodoxen Kirche an. Es gibt kein geschlossenes aromunisches Siedlungsgebiet. Die Angehörigen dieser Ethnie leben verstreut über weite Teile Südosteuropas in mehr oder weniger großen Sprachinseln in engem kulturellen und sprachlichen Kontakt mit der benachbarten anderssprachigen Bevölkerung. Rein aromunische Siedlungen sind heute die Ausnahme. Deshalb sind die meisten Angehörigen der Volksgruppe bi- oder multilingual. Die größte aromunische Sprachinsel liegt im epirotischen und thessalischen Pindos-Gebirge im Nordwesten Griechenlands.
Die Meglenorumänen gehören zwar dem gleichen geographischen Raum an, sind jedoch aus geschichtlichen und sprachlichen Gründen von den Aromunen/Mazedorumänen zu unterscheiden.

## Bezeichnungen
Bezeichnungen für die Aromunen in den wichtigsten von ihnen gesprochenen Sprachen:
- Aromunisch: Makedonarmãnji, Armãnji oder Rãmãnji
- Dakorumänisch: Aromâni, Macedoromâni oder Machedoni
- Griechisch: Armani (Αρμάνοι,Αρωμάνοι ή Αρουμάνοι), verallgemeinernd auch Vlachi (Βλάχοι), "Karagounides" (Καραγκούνηδες) oder Koutsovlachi (Κουτσόβλαχοι)
- Albanisch: Vllehë, Arumunë oder Çobanë
- Südslawisch: Aromuni (Аромуни), seltener Zinzaren (Цинцари)

## Heutige Verbreitung

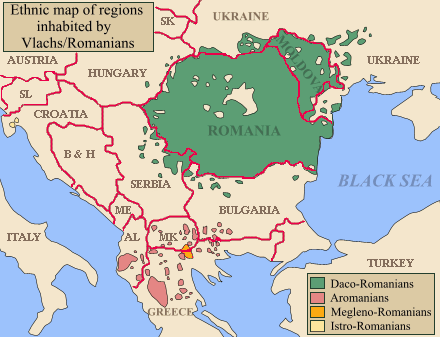
Das Verbreitungsgebiet der vier balkanromanischen Sprachen
(Rot: Aromunisch)

Die zahlreichste Gruppe der Ethnie sind die Kutzowalachen/Mazedowlachen in Griechenland. Die sehr unterschiedlichen Schätzungen reichen von 30.000 bis 120.000 Aromunen in Griechenland. Offiziell werden in Griechenland keine Daten zur ethnischen Zugehörigkeit der Bevölkerung erhoben, Aromunen werden bei den Behörden und ebenso in der breiten Öffentlichkeit Griechenlands als Griechen betrachtet. Auch kirchlich wird nicht unterschieden: Liturgiesprache in den Kirchen der aromunischen Dörfer ist wie in anderen Gebieten Griechenlands das neutestamentliche Koine-Griechisch. Die Kutzowalachen leben kompakt im Epirus und in Thessalien, das wegen seiner zahlreichen romanischen Bevölkerung im späten Mittelalter auch Große Walachei genannt wurde. Daneben gibt es aromunisch geprägte Siedlungen in Ätolien-Akarnanien und Teilen Makedoniens. Bedeutende walachische Gruppen existieren in den Großstädten Athen und Thessaloniki. In beiden Städten nahm die Zahl der Aromunen im 20. Jahrhundert durch den Zuzug vom Lande stark zu. In der Hauptstadt Makedoniens waren die aromunischen Kaufleute aber schon im 19. Jahrhundert zahlreich gewesen.

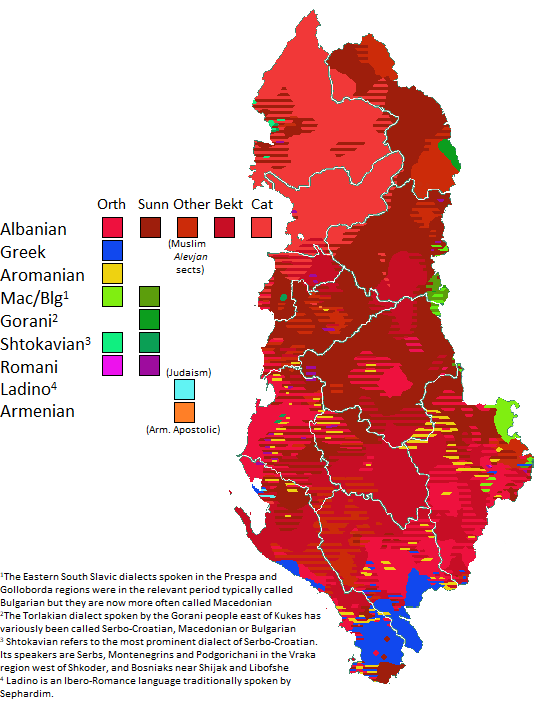
Minderheitengebiete in Albanien (Gebiet der Aromunen: gelb)

In Albanien gibt es aromunisch geprägte Dörfer in Fier in der Myzeqe, im Kreis Korça und bei Delvina sowie in Voskopoja (aromunisch: Moscopole). In allen größeren Städten Süd- und Mittelalbaniens leben größere Gruppen von Aromunen, besonders in Tirana und Korça, aber auch in Elbasan, Berat u. a. Über ihre Gesamtzahl liegen keine sicheren Angaben vor, Schätzungen schwanken zwischen 10.000 und 100.000.
In Nordmazedonien leben die Aromunen vor allem in den Städten Bitola, Prilep und Resen und Kruševo. Bei der Volkszählung von 2002 gaben etwa 8.700 Personen Aromunisch als Muttersprache an. Es gibt einige Grundschulklassen, in denen diese Sprache unterrichtet wird.
In Bulgarien leben Aromunen/Mazedorumänen ohne größere Siedlungszentren verstreut in den südlichen und südwestlichen Landesteilen. Über ihre zahlenmäßige Stärke gibt es keine zuverlässigen Angaben, aber Schätzungen gehen von nicht mehr als 3.000 Personen aus.
In Serbien sind Aromunen/Mazedorumänen (Zinzaren) in mehrere große Städte wie Belgrad und Novi Sad zugewandert. Sie sind großteils assimiliert. Bei den Volkszählungen werden Walachen (Vlachen) und Rumänen zusammengefasst. Daher werden sie oft mit der rumänischsprachigen Bevölkerung im serbischen Banat und im Tal des Timok verwechselt.

## Historische Entwicklung

### Entstehung der provinzialrömischen Bevölkerung auf dem südlichen Balkan
Die Ansiedlung lateinischsprachiger Veteranen auf dem Balkan begann im zweiten Jahrhundert vor Christus, nachdem die Römer im Jahr 148 v. Chr. die Provinz Macedonia eingerichtet hatten. Das Gebiet zwischen der heute albanischen Adriaküste im Westen, der Linie Serdica und Thessaloniki im Osten war in der römischen Kaiserzeit eine Mischzone griechischer und lateinischer Einflüsse; die Einwanderung aus Italien setzte sich bis in das erste nachchristliche Jahrhundert fort. Auch nach der Teilung in das griechische Ost- und das lateinische Westrom – die Grenze verlief seit 395 n. Chr. von der Donau bei Sirmium (beim heutigen Belgrad) bis Lissos in Nordalbanien – erhielt sich bei der provinzialrömischen Bevölkerung in Makedonien und Epirus die lateinische Sprache. Kirchlich gehörten diese Regionen in der Spätantike unter das lateinische Patriarchat der römischen Päpste, was sicher zum Erhalt der Latinität beitrug, auch wenn politisch Konstantinopel die Vorherrschaft hatte und Griechisch nach und nach Amtssprache wurde.

### Völkerwanderungszeit und Mittelalter
Zu den Wanderungen armanischer/mazedoarmanischer Bevölkerungsgruppen und ihrer Ausbreitung im Spätmittelalter existieren in der Geschichtsforschung verschiedene und häufig sehr umstrittene Auffassungen. Die Vermutungen sind mit der Jireček-Linie in Einklang zu bringen. Siehe auch: Die rumänische Ethnogenese.
- Dakorumänische These: Es wird von einem intensiven Austausch romanischer Bevölkerung zwischen den Gebieten aus den nördlichen und dem südlichen Balkan ausgegangen. Als Begründung dient vor allem die Nähe der aromunischen mit der rumänischen Sprache (beziehungsweise die Tatsache, dass das Aromunische von einem Teil der Sprachforschung als ein Dialekt der rumänischen Sprache wahrgenommen wird).[4] Die Aromunen gelten nach dieser Theorie als südlichster Zweig der Rumänen im weiteren Sinn des Begriffes und als Nachfahren der in den ersten nachchristlichen Jahrhunderten romanisierten Thraker der südlichen Balkanhalbinsel.
- Möglich ist auch, dass es sich bei den Aromunen um Nachfahren der Sermesianoi handelt, römische Provinzialbevölkerung, die 616 von den Awaren verschleppt und in Pannonien im heutigen Ungarn angesiedelt wurde. Hierfür spricht, dass sich die Sermesianoi unter dem bulgarischen Khan Kuwer nach ihrem erfolgreichen Aufstand um 680 in der Region um Thessaloniki ansiedelten, nicht weit von den heutigen Siedlungsgebieten der Aromunen.

Durch die Stürme der Völkerwanderung und vor allem die Landnahme der Slawen auf dem Balkan seit dem Anfang des 7. Jahrhunderts änderte sich die ethnische Zusammensetzung der Bevölkerung auf dem Balkan gravierend. Die romanische Bevölkerung wurde teilweise assimiliert und vor allem auch von der lateinischen Welt im Westen wie von der prägenden Weltmetropole Ostroms abgeschnitten. Ihre Sprache hielt sich nur noch in einigen Regionen im Inneren des Balkans sowie in einigen Küstenstädten. Von da an entwickelten sich die balkanromanischen Sprachen eigenständig. Vom Mittelalter bis in die osmanische Zeit lebten die Romanischsprachigen überwiegend als transhumante Hirten und in den Städten als Kaufleute.

### 15. bis 19. Jahrhundert
Manche Walachensiedlungen konnten sich seit dem 15. Jahrhundert relativ gut an die neue türkische Herrschaft anpassen. Seit die Grenze des Osmanischen Reichs an der Donau lag, herrschte auf dem Balkan Frieden und Sicherheit auf den Straßen. An der wirtschaftlichen Prosperität und dem damit einhergehenden Aufschwung des Handels konnten neben griechischen auch zahlreiche aromunische Kaufleute profitieren. Sie vermittelten den Austausch mit den zentraleuropäischen Ländern, waren aber auch am Balkanhandel der Seerepublik Ragusa (heute Dubrovnik) beteiligt.
Im 17. und 18. Jahrhundert besuchten aromunische Kaufleute die Messen und Märkte in Leipzig, Wien und Krakau. Sie waren ebenso in Konstantinopel und in Venedig tätig. Die Heimatregionen dieser Kaufleute erlebten eine kulturelle Blüte, die nicht zuletzt aus den Handelsgewinnen finanziert wurde. Das vorwiegend von Mazedowalachen bewohnte Voskopoja/Moscopole im Südosten Albaniens gehörte im 17. und 18. Jahrhundert zu den kulturellen Zentren der Orthodoxie auf dem Balkan. Hier entstand eine wissenschaftliche Akademie mit griechischer Unterrichtssprache und auch die erste Druckerei Südosteuropas wurde in Voskopoja/Moscopole gegründet. In der Kunst (vor allem Ikonenmalerei und Architektur) wurde ein Stil entwickelt, bei dem sich orientalische Elemente mit Anregungen aus dem Westen verbanden. Auch das nahe gelegene Korça und das makedonische Bitola wurden in ihrer Blütezeit nicht unwesentlich von den mazedorumänischen Kaufleuten mitgeprägt.

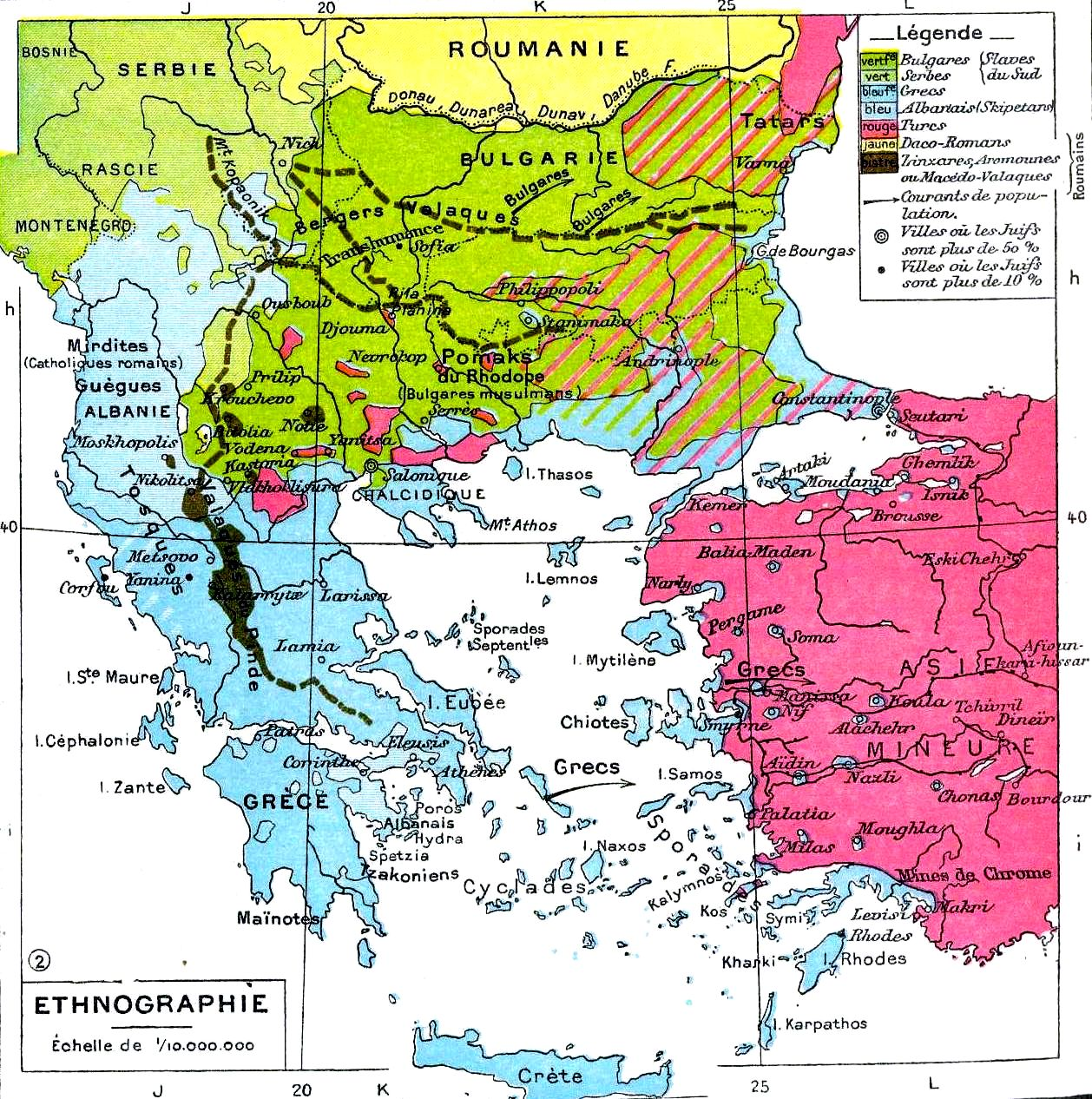
Ethnische Karte der Balkanhalbinsel vor dem Ersten Balkankrieg, mehrheitlich aromunisch besiedelte Gebiete in dunkelbraun (Verfasser: Paul Vidal de la Blache)

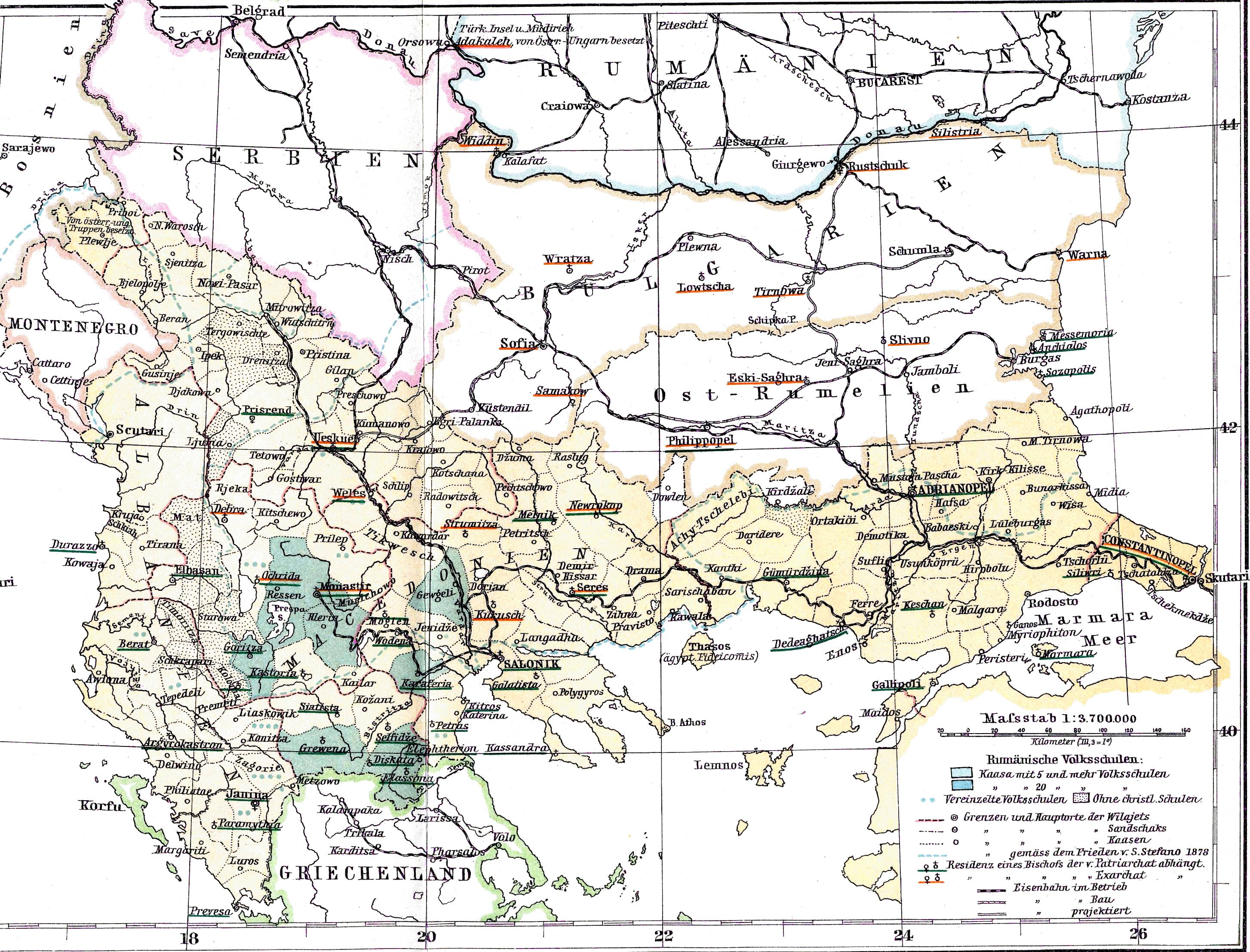
Rumänische Schulen für Aromunen und Meglenorumänen im Osmanischen Reich (1886)

1797 publizierte Constantin Ucuta, ein Kleriker aus Posen, das erste Schulbuch in aromunischer Sprache. 1864 wurde die erste Schule mit aromunischer/mazedorumänischer Unterrichtssprache im mazedonischen Tarnova eröffnet. In den letzten drei Jahrzehnten vor dem Ersten Weltkrieg förderte die rumänische Regierung die Gründung aromunischer Schulen in den noch verbliebenen Balkanprovinzen des Osmanischen Reiches. So hat auch die rumänische Schulbewegung begonnen (ähnlich handelten Serbien und Bulgarien in Bezug auf die slawischen Untertanen des Sultans.) Man versprach sich davon Einfluss auf die osmanische Politik und man wollte die Expansion nach Mazedonien vorbereiten. Die Lehrbücher für die aromunischen Schulen wurden teilweise in Rumänien verfasst und gedruckt, was zu einer Annäherung des geschriebenen Aromunisch an die rumänische Standardsprache führte.

### 20. Jahrhundert
Nach den Balkankriegen 1912/13 zählte man insgesamt 80 aromunische Schulen in den nun griechischen, albanischen und serbischen Gebieten, die bis dahin osmanisch gewesen waren. In den 1920er Jahren wurde die aromunische Unterrichtssprache im Königreich Jugoslawien abgeschafft und durch das Serbische ersetzt. Eine ähnliche Entwicklung gab es unter König Ahmet Zogu in Albanien, in den 1930er Jahren wurden dort die aromunischen Schulen albanisiert. In Griechenland wurde das Aromunische nach dem Bürgerkrieg als Unterrichtssprache verboten.

## Kultur
Durch den im 19. Jahrhundert aufgekommenen Nationalismus der Balkanvölker sind die kulturellen Leistungen der Mazedorumänen/Aromunen weitgehend in Vergessenheit geraten, beziehungsweise wurden von der jeweils herrschenden Nation für sich reklamiert. Nur langsam besinnt man sich wieder darauf, wie wichtig die Aromunen unter anderem als Bindeglied zum Westen gewesen sind. In Korça besitzen die Aromunen heute wieder eine eigene orthodoxe Kirche, die ihre Eigenständigkeit im Hinblick auf ihre religiöse Traditionen bewahrt.

### Tätowierungen
Bis zur ersten Hälfte des 20. Jahrhunderts wurde den Mädchen im Alter von etwa 13–14 Jahren ein Kreuz auf die Stirn tätowiert, um sie vor Verschleppungen durch Osmanen zu schützen. Es wurde in der Regel zentriert oberhalb des Nasenrückens zwischen den Augen platziert. Außerdem wurden Mädchen die Namen ihrer Brüder auf die Hände und über die Finger tätowiert. Für die Farbe wurde zerriebene Holzkohle mit Alkohol gemischt und mit Nadelstichen in die Haut eingebracht.

## Bekannte Aromunen
- Simon Georg Sina der Ältere (* 1753 in Sarajevo; † 1822 in Wien) war ein griechisch-österreichischer Kaufmann und förderte den Außenhandel Österreichs mit dem Osmanischen Reich
- Rigas Velestinlis (* 1757 in Velestino; † 1798 in Belgrad), Vorkämpfer der griechischen Unabhängigkeit
- Georg Simon von Sina (* 1783 in Niš; † 1856 in Wien), einer der bedeutendsten Bankiers und Unternehmer Österreichs im 19. Jahrhundert, spendete den Staatsschatz des neu gegründeten Staates Griechenland und war königlich griechischer Generalkonsul in Österreich
- Simon von Sina (* 1810 in Wien; † 1876 ebenda) war ein österreichischer Bankier und Unternehmer und finanzierte bedeutende Einrichtungen wie den Neubau der Universität Wien sowie die Akademie Budapest und gründete die Akademie von Athen und die Athener Sternwarte
- Georgios Averoff (geboren 1815 in Metsovo, gestorben 1899 in Alexandria) war ein aromunischer Geschäftsmann und Philanthrop und Namensgeber des Flaggschiffs der griechischen Marine.
- George Murnu (* 1868 in Veria; † 1957 in Bukarest), Schriftsteller
- Alcibiades Diamandi (* 1893 in Samarina; † 1948 in Bukarest), politischer Aktivist
- Gheorghe Hagi (* 1965 in Săcele, Kreis Constanța), Fußballspieler- und trainer
- Elena Gheorghe (* 1985 in Bukarest), rumänische Sängerin
- Elizabeta Samara (* 1989 in Constanța), Tischtennisspielerin
- Simona Halep (* 1991 in Constanța), Tennisspielerin

## Film
- Die Aromunen in Mazedonien. Dokumentarfilm, Deutschland, 2012, 43 Min., Buch und Regie: Peter Podjavorsek, Produktion: fernsehbüro, Saarländischer Rundfunk, arte, Reihe: Vergessene Völker, Erstsendung: 18. Februar 2013 bei arte, Inhaltsangabe von ARD.
- Die Aromunen, Dokumentarfilm und Reportage, Deutschland, 2018, 43:33 Min., Buch und Regie: Britta Wolf, rbb Fernsehen, Erstsendung: 27. November 2018, Inhaltsangabe von ARD
- Zu Tisch in Ost-Rumänien, Deutschland 2018, ZDF, Regie: Stefan Pannen, Catalina Gagiu, 25:52